# Apogon rubrimacula
Apogon rubrimacula es una especie de pez de la familia de los apogónidos en el orden de los perciformes.

## Morfología
Los machos pueden llegar a alcanzar los 4,5 cm de longitud total.

## Distribución geográfica
Se encuentran en las islas Salomón, Nueva Caledonia, la Gran Barrera de Coral, Papúa Nueva Guinea y Fiyi.